# Guillaume François
Guillaume François (Libramont-Chevigny, Bélgica, 3 de junio de 1990) es un futbolista belga que juega de defensa en el Royale Union Saint-Gilloise de la Primera División de Bélgica.

## Estadísticas

### Clubes
Actualizado al último partido disputado el 30 de octubre de 2024.
| Club                                  | Div.          | Temporada     | Liga  | Liga  | Copas nacionales | Copas nacionales | Copas internacionales | Copas internacionales | Total | Total |
| Club                                  | Div.          | Temporada     | Part. | Goles | Part.            | Goles            | Part.                 | Goles                 | Part. | Goles |
| ------------------------------------- | ------------- | ------------- | ----- | ----- | ---------------- | ---------------- | --------------------- | --------------------- | ----- | ----- |
| Royal Excelsior Mouscron · Bélgica    | 1.ª           | 2008-09       | 6     | 0     | 1                | 0                | ―                     | ―                     | 7     | 0     |
| Royal Excelsior Mouscron · Bélgica    | 1.ª           | 2009-10       | 1     | 0     | 1                | 1                | ―                     | ―                     | 2     | 1     |
| Royal Excelsior Mouscron · Bélgica    | Total club    | Total club    | 7     | 0     | 2                | 1                | 0                     | 0                     | 9     | 1     |
| Koninklijke Beerschot A. C. · Bélgica | 1.ª           | 2009-10       | 7     | 0     | 0                | 0                | ―                     | ―                     | 7     | 0     |
| Koninklijke Beerschot A. C. · Bélgica | 1.ª           | 2010-11       | 15    | 2     | 0                | 0                | ―                     | ―                     | 15    | 2     |
| Koninklijke Beerschot A. C. · Bélgica | Total club    | Total club    | 22    | 2     | 0                | 0                | 0                     | 0                     | 22    | 2     |
| K Beerschot VA · Bélgica              | 1.ª           | 2010-11       | 0     | 0     | 1                | 0                | ―                     | ―                     | 1     | 0     |
| K Beerschot VA · Bélgica              | 1.ª           | 2011-12       | 31    | 3     | 2                | 0                | ―                     | ―                     | 33    | 2     |
| K Beerschot VA · Bélgica              | 1.ª           | 2012-13       | 18    | 1     | 1                | 0                | ―                     | ―                     | 19    | 1     |
| Royal Charleroi S. C. · Bélgica       | 1.ª           | 2012-13       | 9     | 0     | 0                | 0                | ―                     | ―                     | 9     | 0     |
| Royal Charleroi S. C. · Bélgica       | 1.ª           | 2013-14       | 33    | 1     | 1                | 0                | ―                     | ―                     | 34    | 1     |
| Royal Charleroi S. C. · Bélgica       | 1.ª           | 2014-15       | 24    | 0     | 4                | 0                | ―                     | ―                     | 28    | 0     |
| Royal Charleroi S. C. · Bélgica       | 1.ª           | 2015-16       | 4     | 0     | 0                | 0                | 1                     | 0                     | 5     | 0     |
| Royal Charleroi S. C. · Bélgica       | Total club    | Total club    | 70    | 1     | 5                | 0                | 1                     | 0                     | 76    | 1     |
| K Beerschot VA · Bélgica              | 3.ª           | 2016-17       | 19    | 2     | 0                | 0                | ―                     | ―                     | 19    | 2     |
| K Beerschot VA · Bélgica              | 2.ª           | 2017-18       | 33    | 4     | 1                | 0                | ―                     | ―                     | 34    | 4     |
| K Beerschot VA · Bélgica              | Total club    | Total club    | 101   | 10    | 5                | 0                | 0                     | 0                     | 106   | 10    |
| Excelsior Virton · Bélgica            | 3.ª           | 2018-19       | 29    | 4     | 2                | 1                | ―                     | ―                     | 31    | 5     |
| Excelsior Virton · Bélgica            | 2.ª           | 2019-20       | 11    | 0     | 0                | 0                | ―                     | ―                     | 11    | 0     |
| Excelsior Virton · Bélgica            | Total club    | Total club    | 40    | 4     | 2                | 1                | 0                     | 0                     | 42    | 5     |
| Royale Union Saint-Gilloise · Bélgica | 2.ª           | 2020-21       | 18    | 1     | 0                | 0                | ―                     | ―                     | 18    | 1     |
| Royale Union Saint-Gilloise · Bélgica | 1.ª           | 2021-22       | 24    | 0     | 1                | 0                | ―                     | ―                     | 25    | 0     |
| Royale Union Saint-Gilloise · Bélgica | 1.ª           | 2022-23       | 17    | 0     | 2                | 0                | 5                     | 0                     | 23    | 0     |
| Royale Union Saint-Gilloise · Bélgica | 1.ª           | 2023-24       | 5     | 0     | 2                | 0                | 0                     | 0                     | 7     | 0     |
| Royale Union Saint-Gilloise · Bélgica | 1.ª           | 2024-25       | 2     | 0     | 1                | 0                | 0                     | 0                     | 3     | 0     |
| Royale Union Saint-Gilloise · Bélgica | Total club    | Total club    | 66    | 1     | 6                | 0                | 5                     | 0                     | 77    | 1     |
| Total carrera                         | Total carrera | Total carrera | 306   | 18    | 20               | 2                | 6                     | 0                     | 332   | 20    |

## Palmarés

### Títulos nacionales
| Título                      | Club                 | País    | Año  |
| --------------------------- | -------------------- | ------- | ---- |
| Copa de Bélgica             | Union Saint-Gilloise | Bélgica | 2024 |
| Supercopa de Bélgica        | Union Saint-Gilloise | Bélgica | 2024 |
| Primera División de Bélgica | Union Saint-Gilloise | Bélgica | 2025 |